# سرژ کامپف
سرژ کامپف (به فرانسوی: Serge Kampf) (زاده ۱۳ اکتبر ۱۹۳۴) کارآفرین، بازرگان و مدیر ارشد اجرایی فرانسوی است، که در سال ۱۹۶۷ شرکت کاپژمینای را تأسیس نمود. کاپژمینای هم‌اکنون یکی از بزرگترین شرکت‌های مشاوره فناوری اطلاعات جهان بشمار می‌آید.